# Bataan Ayta jezik
Bataan Ayta jezik (bataan sambal, mariveles ayta; ISO 639-3: ayt), jezik sambalske podskupine, šire centralnoluzonske skupine, kojim govori oko 500 ljudi (2000 S. Wurm) od 1 000 etničkih Negrita na otoku Luzon u provinciji Bataan, Filipini. 
Leksičke sličnosti s jezikom Botolan Sambal [sbl]. Služe se i tagalogom [tgl] ili filipinskim [fil].

## Vanjske poveznice
- Ethnologue (14th)
- Ethnologue (15th)